# Furdustrandir

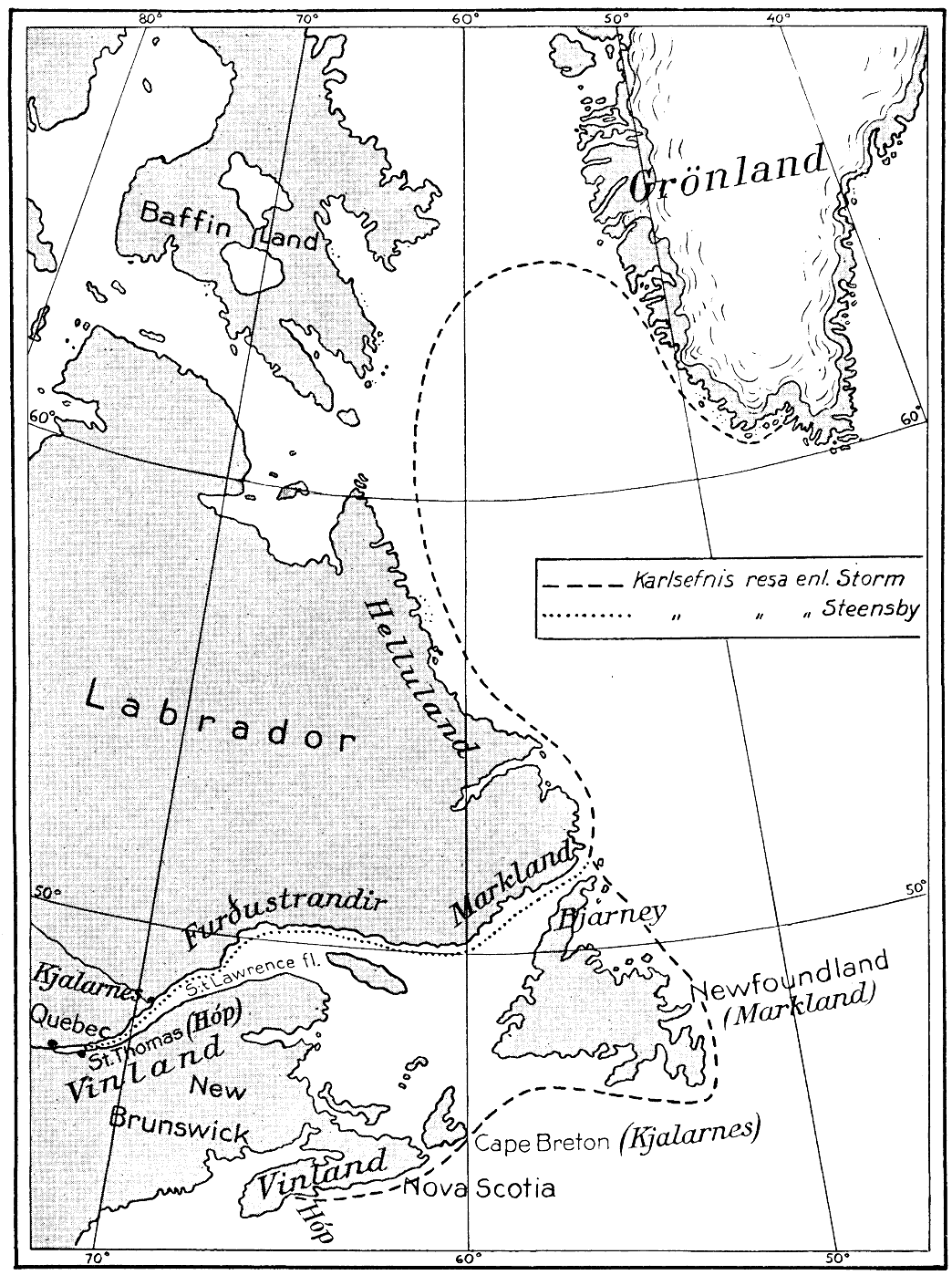
Localisation du Furdustrandir selon le Nordisk familjebok. (1921)

Furdustrandir est une côte du Vinland située en Amérique du Nord d'après la saga d'Erik le Rouge. Ce lieu géographique pourrait s'apparenter au littoral septentrional du golfe du Saint-Laurent situé au Québec d'après les descriptions qu'en font les sagas nordiques qui indiquent une côte de plages sableuses.
La saga d'Erik le Rouge cite le Furdustrandir lors de l'expédition exploratoire de Thorfinn Karlsefni. L'expédition aurait embarqué à partir de la base de Leifsbudir situé sur le fjord  Straumfjörðr (L'Anse aux Meadows ou Pointe Rosée) sur l'île de Terre-Neuve. Thorfinn Karlsefni partit avec 3 drakkars sur lesquels se trouvaient 160 personnes. Parmi elles, se trouvaient Freydis Eiriksdottir et Thorvald Eriksson, respectivement demi-sœur et frère de Leif Eriksson et fils d'Erik le Rouge.
"Après avoir contourné un cap, il navigua par tribord et longea de longues plages de sable que les Vikings nommèrent "Furdustrandir" (splendides plages)". Ce littoral sableux était entrecoupé de baies et de rivières. Les Vikings découvrirent la quille d'une épave sur ce littoral (canoë ou drakkar ?) et nommèrent ce lieu Kjalar-nes, quille de bateau en vieux norrois.
À partir du Furdustrandir, Thorvald Eriksson voulait poursuivre l'exploration plus vers l'Ouest et l'intérieur des terres, alors que Thorfinn Karlsefni préférait continuer à longer les côtes vers le Sud constatant que les terres avaient une végétation plus généreuse et belle dans cette direction. Les deux capitaines de navires vikings conclurent qu'il fallait découvrir dans ces deux directions. Thorvald Eriksson partit avec son drakkar et neuf membres d'équipage vers l'Ouest et Thorfinn Karlsefni continua avec un bateau vers le Sud, le long du littoral méridional de la côte américaine avec des volontaires de l'expédition principale. Une partie des membres de l'expédition demeurant à la base arrière de L'Anse aux Meadows avec un navire.